# Пам'ятки культури Черкаської області

## Палеоліт
Заселення території Черкаської області почалося в епоху пізнього палеоліту. На території сучасної області, у селі Межиріч Канівського району, знайдено зразок однієї з найдавніших споруд, які вважаються культовими. За формою, розмірами та будовою вона була наближена до круглих у плані жител цього періоду, основу яких становили вкопані в землю кістки мамонтів. Не відомо чи мала ця споруда якийсь декор. Проте розвиток первісного мистецтва тих часів (скульптури, орнаментики) дає фахівцям вагомі підстави припускати наявність оздоблення інтер'єру згадуваної та інших подібних будівель.

## Трипілля
На території області виявлено багато пам'яток трипільської культури. На пізньому етапі розвитку трипільської культури з'явилися поселення-гіганти, територія яких сягала 300—450 гектарів. Прикладом є Майданецьке городище (300 гектарів). У ньому зафіксовано 1575 наземних будівель. Неподалік цього городища зберігається, мабуть, найбільше з трипільських городищ — Тальянецьке (450 гектарів). У ньому розташовано близько 2700 будівель. За підрахунками фахівців, чисельність мешканців Тальянецького поселення могла сягати 14 тис. осіб.

## Скіфська доба
На Черкащині виявлено понад 100 городищ, поселень і курганних могильників скіфської доби.

## Зарубинецька культура
В 1899 році, поблизу села Зарубинці, Вікентій Хвойка відкрив і виокремив зарубинецьку культуру. Етнічна приналежність її носіїв дискусійна: це або праслов'яни, або давньогерманські племена бастарнів. Знайдено багато металевих знарядь праці й побуту, грецьких амфор тощо. Загалом не території Черкащини знайдено близько 30 пам'яток зарубинецької культури.